# Elisabeth Mill
Elisabeth Mill, geborene Elisabeth Lippert, (* 6. November 1897; † 26. Januar 1945 in der Strafanstalt Plötzensee, Berlin) war eine deutsche Schneiderin und Opfer der NS-Kriegsjustiz.

## Leben und Tätigkeit
Nach dem Schulbesuch erlernte Elisabeth Lippert das Schneiderhandwerk. 1920 heiratete sie den verwitweten Schneidermeister Heinrich Mill (* 1887). Zusammen betrieben beide eine kleine Heimschneiderei in der Elisenstraße 10 in Aschaffenburg. 1922 kam das einzige Kind, der Sohn Alfred, zur Welt. 1935 erhängte Heinrich Mill sich nach einem Streit. Elisabeth Mill arbeitete hernach in Kleiderfabriken sowie als Privatschneiderin.
Im Jahr 1941 zog der Reichsbahnschaffner O.B. (1914–2002) bei Mill zur Untermiete ein. Im Herbst 1942 äußerte sie diesem gegenüber angeblich, dass Adolf Hitler ein „Lump“ sei, der „die ganze Welt ins Unglück gestürzt“ habe, und weiter, dass sie, wenn sie, als ihr Sohn zur Welt kam, gewusst hätte, dass dieser einmal für einen „Bluthund“ wie Hitler Soldat werden müsse, sie ihn sofort nach der Geburt getötet hätte, um ihm dieses Los zu ersparen. Mehr als ein Jahr später, am 24. Januar 1944, denunzierte B. Mill wegen dieser Bekundungen bei der Polizei. Unklar ist, ob sie diese überhaupt äußerte oder ob B. sich diese Äußerungen aufgrund von privaten Differenzen mit ihr ausdachte, um ihr Schaden zuzufügen. Schmittner hat die Überlegung in den Raum gestellt, dass B., der sich kurz zuvor verlobt hatte, es auf Mills Wohnung abgesehen hatte und eine erfundene Denunziation als Mittel benutzte, um diese in seinen Besitz zu bringen. Jedenfalls lebten er und seine Braut noch acht Monate nach Mills Verhaftung in der Wohnung. Mills Festnahme erfolgte am 27. Januar 1944.
Mill wurde nach ihrer Verhaftung zunächst in das Aschaffenburger Landgerichtsgefängnis („Hinter der Sandkirche“) eingeliefert. Am 12. April 1944 wurde sie in das Untersuchungsgefängnis Moabit beim Kriminalgericht Berlin verbracht. Am 17. November 1944 folgte schließlich eine Anklage wegen Wehrkraftzersetzung vor dem Volksgerichtshof. Im Urteil vom 21. Dezember 1944 wurde sie für schuldig befunden und zum Tode verurteilt. Wie es in der Begründung hieß, habe sie „durch unflätige Hetzreden gegen den Führer den Widerstandswillen des deutschen Volkes untergraben und den Feindmächten Vorschub zu leisten gesucht.“ Die Hinrichtung Mills – die zu diesem Zeitpunkt körperlich (Abmagerung auf 37,5 kg) und psychisch (geistige Verwirrung) bereits erheblich gezeichnet war – erfolgte am 26. Januar in der Strafanstalt Berlin-Plötzensee durch das Fallbeil.
Heute erinnert ein Stolperstein vor dem Haus Elisenstraße 10 an Elisabeth Mill.